# Markthalle (Donnemarie-Dontilly)

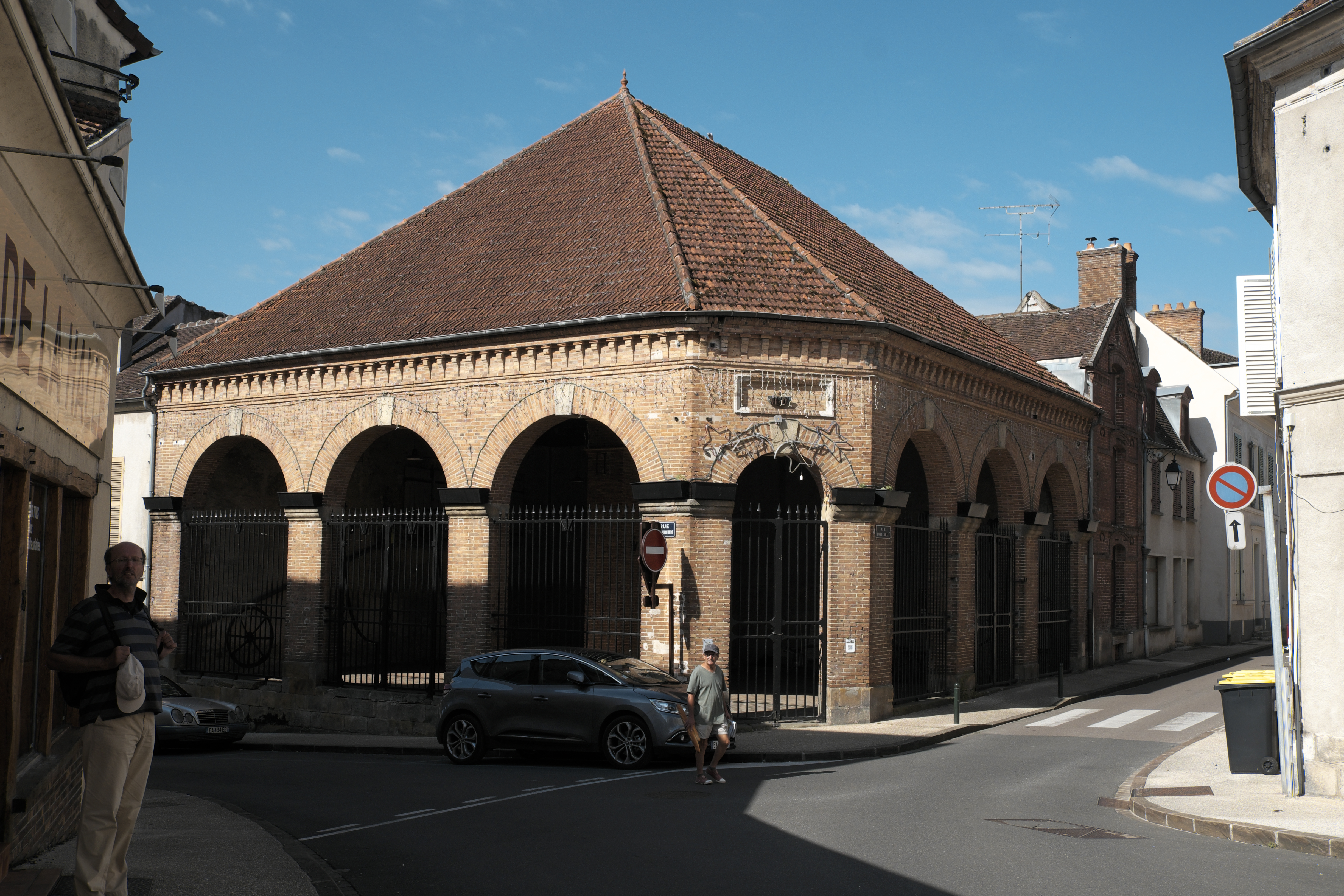
Ehemalige Markthalle in Donnemarie-Dontilly

Die Markthalle (französisch halles) in Donnemarie-Dontilly, einer französischen Gemeinde im Département Seine-et-Marne in der Region Île-de-France, wurde 1847 errichtet. Die Markthalle befindet sich im Ortsteil Donnemarie an der Rue Cottereau.
Das Bauwerk aus Ziegelmauerwerk, an der Kreuzung zweier Hauptstraßen, besitzt an zwei Seiten je drei Rundbogenöffnungen und am Eck einen rundbogigen Eingang. Das Gebäude wird heute nicht mehr als Markthalle genutzt.